# ハコベ
ハコベ（繁縷、蘩蔞）とは、ナデシコ科ハコベ属（Stellaria）の植物。「ハコベ」は一般にはコハコベとミドリハコベを総称していう。単にハコベというときはコハコベのことを指す場合もある。コハコベは越年草。ハコベラ、アサシラゲ、ヒヨコグサなどともよばれる。
なお、ハコベ類の分類には混乱が指摘されているほか、Stellaria media (L.) Vill.とS. neglecta Weiheの二種に対応する和名がハコベとミドリハコベとするものとコハコベとミドリハコベとするものがあるなど問題が指摘されている。
コハコベ、ミドリハコベともに昔から「はこべら」とよばれ親しまれ、春の七草のひとつになっている。名の由来は、日本最古の本草書『本草和名』（918年）に、波久部良（はくべら）として登場しており、これが転訛したものと考えられているが、ハクベラの語源についてはわかっていない。市販されている七草は一般にコハコベである。コハコベは幕末から明治初頭にかけての時期に国内で普通に見られたとする記録がある一方、日本に入ってきたのは明治時代だとする指摘もある。ミドリハコベはもともと日本に生育していた種とされ、春の七草はミドリハコベとする文献もある。
生け垣のわき、道端、畑、野原などに自生し、春に茎の先や葉腋に白い5花弁を開くが、花弁の先が2つに深く切れ込んでいるため10弁に見える。先が尖った卵形の葉が、茎に向かい合ってつく。全草に葉緑素（クロロフィル）を含み、昔から食用植物として知られ、春の若い茎葉を茹でてお浸しなどにして食べたり、小鳥の餌としても馴染みがある。全体に緑色のミドリハコベと、茎が暗紫色を帯びて小型のコハコベともに薬用植物としても知られ、花期の茎葉を干し上げたものは生薬となり、繁縷（はんろう、ハコベ）と称している。繁縷を粉末にして同量の塩と混ぜたものは「ハコベ塩」といい、歯槽膿漏防止に役立つ歯磨き粉代わりに利用された。
ここでは、主にハコベ属について記す。

## ハコベ属の特徴
高さ10センチメートルから20センチメートルの背の低い草本で、一年草、越年草または多年草。茎は株状になるか1本立ちになり、よく枝分かれして密集した群落を作る。茎には節があり、節ごとに葉を対生する。葉は扁平で、茎の下部に葉柄があるものと無いものがある。花は集散花序か茎先や葉腋に単生する。萼片は5個。花弁は白色で5弁であるがウサギの耳のように根元近くまで深く2裂するものがあるため一見では10弁に見える。まれに花弁が退化して無いものもある。雄蕊はふつう10個。花柱はふつう3個。果実は蒴果でふつう6裂する。
世界に約120種あり、日本には約18種ある。

## 日本の主な種

### 人里や低地、草地に出現する種

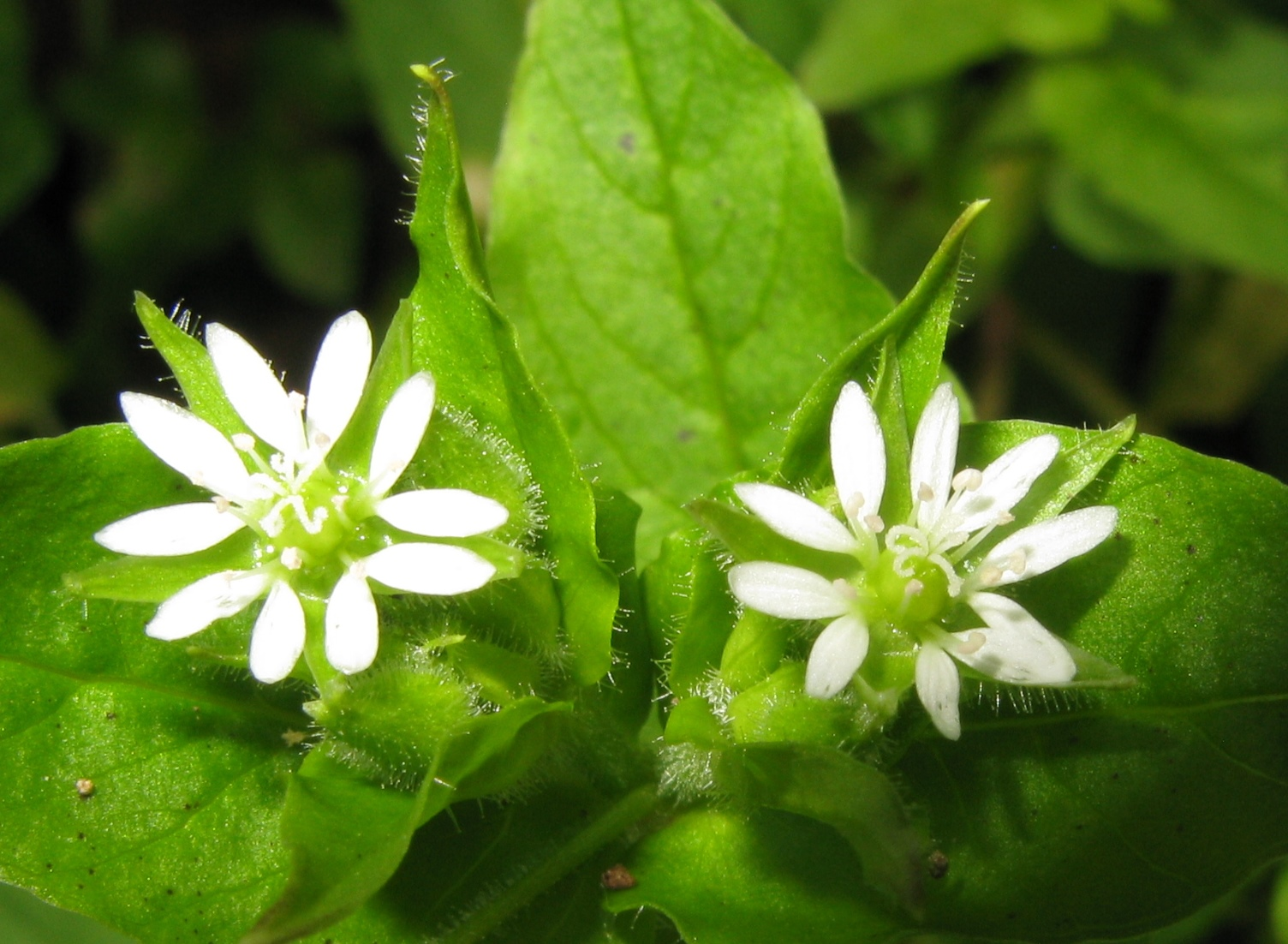
ウシハコベ

- ウシハコベ Stellaria aquatica (L.) Scop.
  - ユーラシア大陸、北アフリカ、日本全土に分布する。山野に生える。[10]
  - 草丈20 - 50センチメートルほどで、茎は斜めに立ち、上部の葉は葉柄がない。花弁は2裂し、花柱は5個、雄しべは10本ある[10][6]。
  - 雌しべの先端が5つに分かれることで他種と見分けがつく（このため、ウシハコベ属に分類する場合もある）。
- イトハコベ Stellaria filicaulis Makino
- エゾハコベ Stellaria humifusa Rottb.
- ナガバツメクサ Stellaria longifolia Muhl. ex Willd.
- コハコベ Stellaria media (L.) Villars
  - 単にハコベとよばれている種。道端、空き地、畑などに生える。茎は暗紫色を帯びる傾向が強く[6]、片側に軟毛が生える。花柱は3個、雄しべは1 - 7個[11]。旧大陸原産で日本全土に帰化する[4]。
- ミドリハコベ Stellaria neglecta Weihe
  - 別名、ヒヨコグサ。英語では chickweed といって、「ニワトリの草」の意味で、鳥や小動物の餌にする。[4]
  - 日本全土、アジア、ヨーロッパ、アフリカの温帯・亜熱帯に広く分布する。道端、空き地、畑など、コハコベと同じよう場所に生えている。[4]
  - コハコベよりも大型で、成長した際の高さは15 - 50センチメートルくらいになる。茎はほとんど緑一色[6]。葉は卵型となり、短い柄をつけ、対生する。春 - 夏に径6 - 7 mmの白い五弁の花をつける。花びらは小さく目立たないが、よく見ると細い花びらが10枚あるように見える。これは、5枚の花びらがそれぞれ2つに深く基部まで裂けているためである[6]。
  - 花柱は3個、雄しべは5 - 10個[4]。この数はハコベの識別点にもなっている[6]。
- エゾオオヤマハコベ Stellaria radians L.
- ノミノフスマ Stellaria uliginosa Murray var. undulata (Thunb.) Fenzl
  - ハコベの名を持たないがハコベ属。シノニム：Stellaria alsine Grimm var. undulata (Thunb.)
  - 日本全土、朝鮮半島、中国などに分布。野原や畑などに生える。[10]
  - 全体に無毛。葉は他のハコベと違って細い楕円形でハート形にならない。花弁は2裂し、花柱は5個ある。[10]

### 山間部や谷間に出現する種

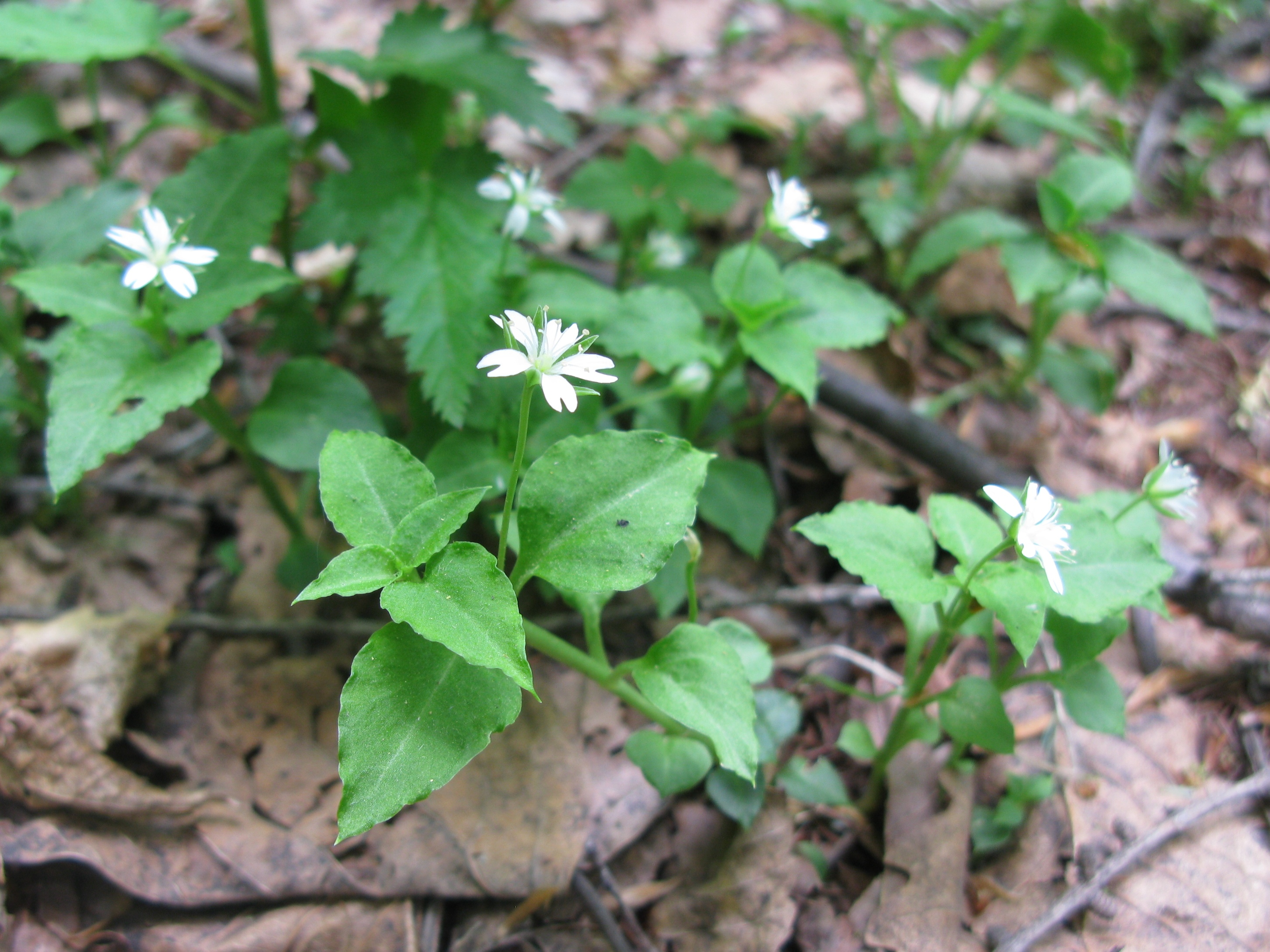
サワハコベ

- オオハコベ Stellaria bungeana Fenzl var. stubendorfii (Regel) Y.C.Chu
- サワハコベ Stellaria diversiflora Maxim.
  - ヤクシマハコベ Stellaria diversiflora Maxim. var. yakumontana (Masam.) Masam.
- シラオイハコベ Stellaria fenzlii Regel
- オオヤマハコベ Stellaria monosperma Buch.-Ham. ex D.Don var. japonica Maxim.
- ミヤマハコベ Stellaria sessiflora Yabe
- ヤマハコベ Stellaria uchiyamana Makino
  - アオハコベ Stellaria uchiyamana Makino var. apetala (Kitam.) Ohwi

### 高山植物として出現する種

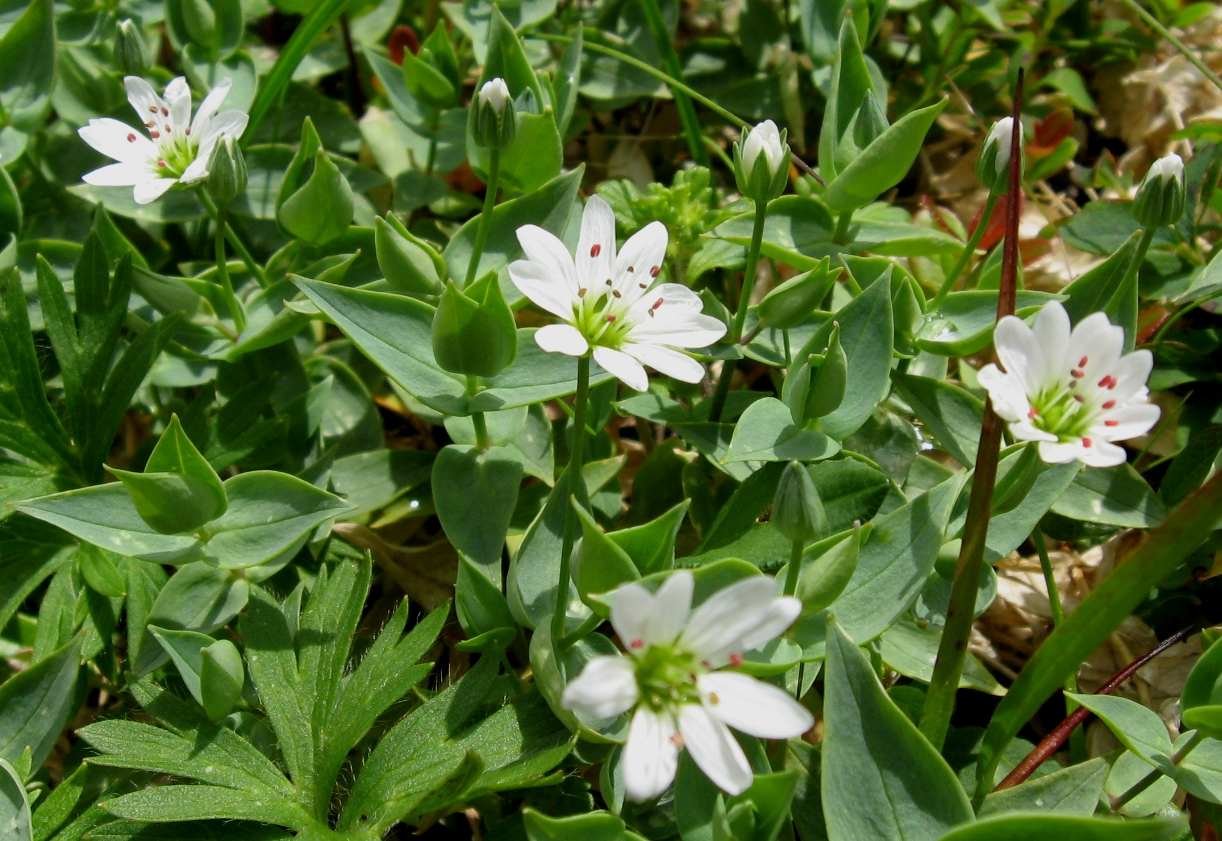
シコタンハコベ

- カンチヤマハコベ Stellaria calycantha (Ledeb.) Bongard
- イワツメクサ Stellaria nipponica Ohwi var. nipponica
  - オオイワツメクサ Stellaria nipponica Ohwi var. yezoensis H.Hara
- エゾイワツメクサ Stellaria pterosperma Ohwi
- シコタンハコベ Stellaria rusifolia Pall.

## ハコベと名の付く植物
ハコベは身近な柔らかい雑草の代表として、多少似たところのある類縁のない植物の名としても使われている。以下のような例がある。
- ルリハコベ Anagallis foemina Mill.（サクラソウ科）
- ミゾハコベ Elatine triandra Schkuhr（ミゾハコベ科）
- スズメノハコベ Microcarpaea minima (Koenig) Merrill.（ゴマノハグサ科）
- ミズハコベ Callitriche palustris L.（アワゴケ科）